# محمد بن المطهر
المهدي محمد بن المطهر (1275 - 28 أكتوبر 1328) إمام الزيدية في اليمن من 1301 إلى 1328.

## انتصار الزيديين على الرسوليين
والده الإمام المتوكل على الله المطهر الذي عقدت له الإمامة في القرن نهاية القرن الثالث عشر وحقق نجاح متفاوت. بعد وفاة المتوكل في حجة عام 1298 ادعى المهدي محمد الإمامة على الرغم من أن الإمامة بالمعنى الدقيق للكلمة وراثية. يتم حساب فترة توليه منصب الإمام 1298 أو 1301. الدولة الرسولية السنية كانت مازالت قوية وتسيطر على أغلب مناطق اليمن بما في ذلك صنعاء. استطاع الإمام توسيع منطقة نفوذه في اليمن. عانى سكان منطقة شريف من سوء الإدارة الرسولية. في 1311 بدأ الإمام حملة عسكرية ضد المعارضين. خاض معركة كبرى في 26 ديسمبر 1311 حيث سحقت قوات السلطان الرسولي. نتج عن هزيمة الرسوليين الاتفاق على وقف إطلاق النار الذي تحول إلى اتفاقية سلام استمرت عشر سنوات في أكتوبر 1312. اعترف سكان منطقة شريف وعدد من الأماكن الأخرى بإمامة المهدي محمد الذي حصل علاوة على ذلك 3000 دوقية سنويا من خزينة السلطان.

## غزو صنعاء
بعد خمس سنوات كسر السلطان المؤيد داود اتفاقية السلام. شب القتال الذي نتج عنه تدمير المنازل والأشجار المثمرة وتم أسر القادة. في عام 1322 وبعد وفاة المؤيد داود هاجم الإمام صنعاء في قوة كاملة. تفاوض المسؤولون الرسوليون في المدينة من أجل السلام. عندما توفي محافظ المدينة في 1323 ارتبك المسئولون المحليون. استغل المهدي محمد الفرصة واستولى على المدينة. كان العام نقطة تحول. في هذا الوقت فقد الرسوليين قبضتهم على شمال اليمن والأراضي الساحلية تهامة. استمرت سيطرة الإمام على صنعاء حتى وفاته في عام 1328. نقل جثمانه إلى صنعاء حيث دفن في الجامع الكبير. أعقب وفاته انشقاق جديد في الطائفة الزيدية.